# Teodozjów (powiat rawski)
Teodozjów – wieś w Polsce położona w województwie łódzkim, w powiecie rawskim, w gminie Biała Rawska.
Wieś założona 5 lipca 1837 r. przez Macieja Dąbrowskiego jako kolonia z dóbr Lesiew.
W latach 1975–1998 miejscowość położona była w województwie skierniewickim.
Teodozjów leży na Równinie Łowicko-Błońskiej, w północno-wschodniej części województwa łódzkiego, przy bocznej drodze odchodzącej na południowy wschód od międzynarodowej drogi szybkiego ruchu E67 Warszawa – Katowice (tzw. Gierkówki). Na południe od Teodozjowa przebiega droga wojewódzka nr 725. Miejscowość położona jest w odległości ok. 70 km na południowy zachód od Warszawy.
W osadzie zamieszkuje na stałe ok. 200 osób. W okresie letnim liczba ta wzrasta na skutek przybycia licznych letników, zwłaszcza z Warszawy i Łodzi. Osoby te zwykle są dawnymi mieszkańcami wsi, którzy wyjechali w latach 50. i 60., lub ich potomkami.
Na północny zachód od Teodozjowa (w stronę Przewodowic) leży wieś Jelitów; obie te osady nie są niczym oddzielone i tylko tablica z nazwą wskazuje, że w miejscu tym zaczyna się odrębna wieś.
Teodozjów w swej strukturze osadniczej wykazuje cechy pośrednie pomiędzy ulicówką a nietypową rzędówką. Osada ciągnie się na długości ok. 2 km., a domy w zdecydowanej większości stoją tylko po jednej (północno-wschodniej) stronie drogi. Po drugiej stronie rozciągają się łąki, przyległe do odległej o ok. 100–200 m i płynącej wzdłuż całej osady rzeki Białki.
Po drugiej stronie rzeki znajduje się dość duży kompleks leśny, ciągnący się aż do Wólki Babskiej. Z pozostałych stron wieś otaczają pola uprawne.